# Новикова, Мария Ефимовна
Мария Ефимовна Новикова (в девичестве Соколова; 9 ноября 1935, деревня Бахань, Могилёвская область, Белорусская ССР, СССР — 21 июня 2018) — советский передовик производства, мастер производства завода «Ростсельмаш», Герой Социалистического Труда (1974).

## Биография
Родилась 9 ноября 1935 года в Могилёвской области. Отец — инвалид Финской войны Соколов Ефим Федорович, мать — Мария Игнатьевна Соколова, оба колхозники. В семье было тогда трое детей.
В 1952 году окончила школу животноводства в городе Чечерске Гомельской области и получила специальность зоотехника.
С 1955 года работала на заводе «Ростсельмаш» (г. Ростов-на-Дону). Без отрыва от производства освоила семь специальностей для работы на станках.
С 1957 года — бригадир и комсорг бригады. С 1959 года — мастер. Обслуживала пять станков, заменяя труд десяти человек.
В конце 1950-х бригада Новиковой завоевала звание коллектива коммунистического труда.
Звание Героя Социалистического Труда получила за выдающиеся успехи в выполнении и перевыполнении планов 1973 года
В октябре 1982 года Новикова была переведена мастером производственного обучения в ПТУ № 1 завода «Ростсельмаш».
После выхода на пенсию, являлась заместителем председателя Совета ветеранов г. Ростов-на-Дону.
Была членом КПСС и делегатом XXV съезда КПСС. Избиралась депутатом Ростовского городского и Первомайского районного Совета депутатов трудящихся.
Проживала в Ростове-на-Дону. Умерла 21 июня 2018 года, похоронена на Северном кладбище Ростова-на-Дону.

## Награды
- Герой Социалистического Труда (1974).
- Награждена орденом Ленина (1974), орденом Трудового Красного Знамени (1971) и медалями.
- Признавалась лучшим работником машиностроения, удостоена звания «Лучший наставник Дона».
- Награждалась знаком ВЦСПС и ЦК ВЛКСМ «Наставник молодёжи» (1979).
- Награждена Почётной грамотой администрации Ростовской области (в связи с 70-летием)[4].